# Schlacht bei Agen
Noreia – Agen – Arausio – Aquae Sextiae – Vercellae
Die Schlacht bei Agen fand im Sommer 107 v. Chr. zwischen römischen Legionen unter Lucius Cassius Longinus gegen ein gemischtes Heer der Tiguriner, Tougener, Kimbern und Teutonen unter dem Tiguriner Divico statt. Dieses Gefecht war die zweite Schlacht in den Kimbernkriegen und endete mit einer Niederlage der Römer.

## Vorgeschichte
Die germanischen Stämme der Ambronen, Kimbern und Teutonen waren vom Norden hergezogen und es schlossen sich den großen Marschsäulen viele kleinere germanische und keltische Stämme an. So auch Teile der Helvetenstämme der Tiguriner und Tougener, die sich 111 v. Chr. den Kimbern und Teutonen anschlossen. Da diese Marscharmeen nicht geschlossen durch das bewaldete Gelände Südgalliens ziehen konnten, teilten sie sich auf. Ein Teilheer, in dem sich Angehörige aller Stämmen mischten, wurde vom tigurinischen Stammesherzog Divico angeführt. Er führte es durch das Stammesgebiet des keltischen Nitiobrogen, entlang der Garonne in Richtung der Stadt Tolosa, wo er sich reiche Beute versprach.
Die Römer sandten den Invasoren zum Schutz ihrer Provinz ein Heer entgegen, das vom Feldherrn und Konsul Lucius Cassius Longinus und dessen Legaten, dem Konsular Lucius Calpurnius Piso Caesoninus, angeführt wurde. Das römische Heer marschierte dem feindlichen Heerzug im Sommer 107 v. Chr. entlang der Garonne entgegen. Nahe dem keltischen Oppidum am Ort des heutigen Agen am Ufer der Garonne gerieten sie in einen Hinterhalt Divicos.

## Verlauf
Das Tal der Garonne war bei Agen von bewaldeten Hügeln umgeben, in denen Divico seine Kämpfer – von den Römern unbemerkt – für einen Hinterhalt in Stellung bringen konnte. Er teilte seine Truppen in drei Treffen ein. Seine Tiguriner formierten sich im Zentrum, die restlichen Kämpfer bildeten die Flügel und hielten sich im Unterholz versteckt.
Die Tiguriner eröffneten den Angriff auf die am rechten Ufer der Garonne marschierenden Römer. Es gelang ihnen, die Römer dazu zu verleiten ihnen in den Wald zu folgen. Dort im Kampf mit den Tigurinern gebunden, fielen die in beiden Flanken versteckten Flügel über die römischen Truppenverbände her, die sich nun von drei Seiten mit Feinden umgeben sahen, während sie mit der Garonne im Rücken kaum Platz zum Ausweichen hatten. Bald brach Panik unter den Römern aus und viele wandten sich zur Flucht. Lucius Cassius Longinus, Lucius Piso und ein Großteil der römischen Soldaten wurden getötet, dem Rest von ihnen gelang die Flucht in ihr befestigtes Lager, wo sie sich unter dem Kommando von Gaius Popillius verschanzten.
Gaius Popillius kapitulierte schließlich unter demütigenden Bedingungen. Er und seine Männer erhielten freien Abzug, mussten aber die Hälfte ihrer mitgeführten Habe zurücklassen, Geiseln stellen, sowie unter dem Spott der Sieger ohne Waffen und Rüstungen durch das Joch schreiten (siehe Gemälde).

## Folgen
Die erhebliche Schwächung der römischen Truppenpräsenz in der Region hatte zur Folge, dass die zur römischen Provinz gehörige Stadt Tolosa, deren Einwohner dem Keltenstamm der Volker entstammten, gegen die Römer rebellierte und ihre römische Garnison in Ketten legte. Immerhin stießen Divico sowie die anderen Teilheere der Kimbern und Teutonen nach dem Sieg bei Agen zunächst in andere keltische Gebiete vor, statt die römische Provinz Gallia ulterior heimzusuchen. Dadurch hatte der römische Konsul Quintus Servilius Caepio Gelegenheit, Tolosa durch Verrat zurückzuerobern, bevor er im Oktober 105 v. Chr. den Kimbern und Teutonen in der Schlacht bei Arausio unterlag.
Später, im Gallischen Krieg 58 v. Chr., war die Demütigung durch die Niederlage bei Agen bei den Römern und bei Gaius Iulius Caesar noch in so starker Erinnerung, dass er es als Freudenbotschaft dem Senat mitteilte, als er die Tiguriner an der Saône schlug und seinen Sieg als Rache für die Schmach von Agen deklarierte. Der bei Agen gefallene Lucius Piso war der Großvater von Caesars gleichnamigem Schwiegervater.

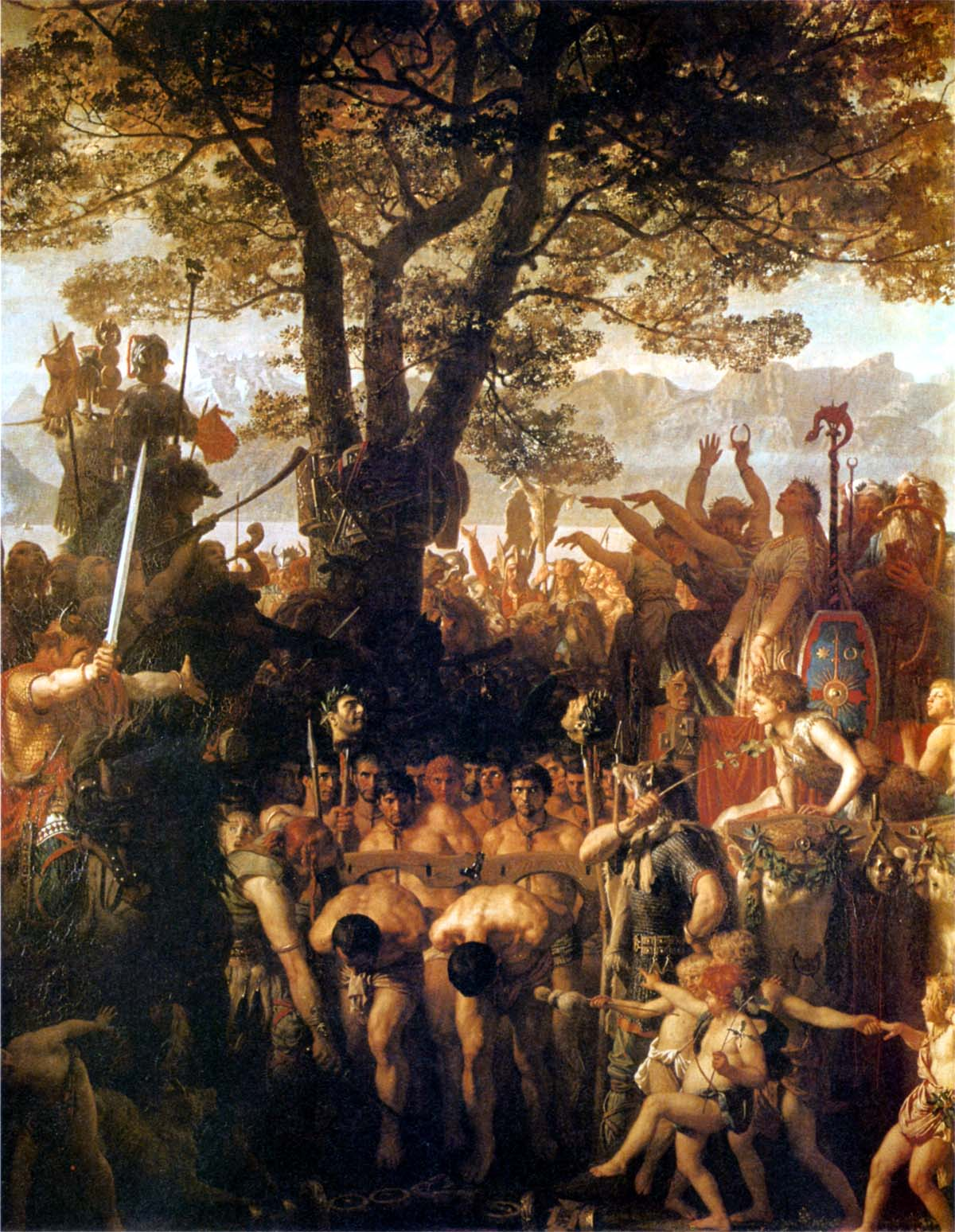
Die Tiguriner lassen die Römer zur Demütigung unter das Joch schreiten.
schweizerisch-nationalistisches Historiengemälde aus dem Jahr 1858

## Rezeption
Die Schlacht wurde im 19. Jahrhundert in zahlreichen patriotisch-nationalistischen Gemälden dargestellt, und man beging den Fehler, die Schlacht am Genfersee zu lokalisieren. Außerdem gab es zahlreiche Gedichte und Heldengesänge über dieses Ereignis.